# Infinite (album, Eminem)
Infinite je první studiové album amerického zpěváka a rappera Eminema. Bylo vydáno v roce 1996. Obsahuje 11 písní. Už v této době se projevil Eminemův talent v oblasti rapu. Na rozdíl od jeho ostatních alb ale toto mělo malý úspěch - bylo prodáváno pouze v USA, kde prodalo pouze okolo 1 000 kopií.

## Seznam skladeb
1. "Infinite"
2. "W.E.G.O."
3. "It's O.K."
4. "Tonite"
5. "313"
6. "Maxine"
7. "Open Mic"
8. "Never 2 Far"
9. "Searchin'"
10. "Backstabber"
11. "Jealousy Woes II"